# متلازمة الشخصية الرئيسية

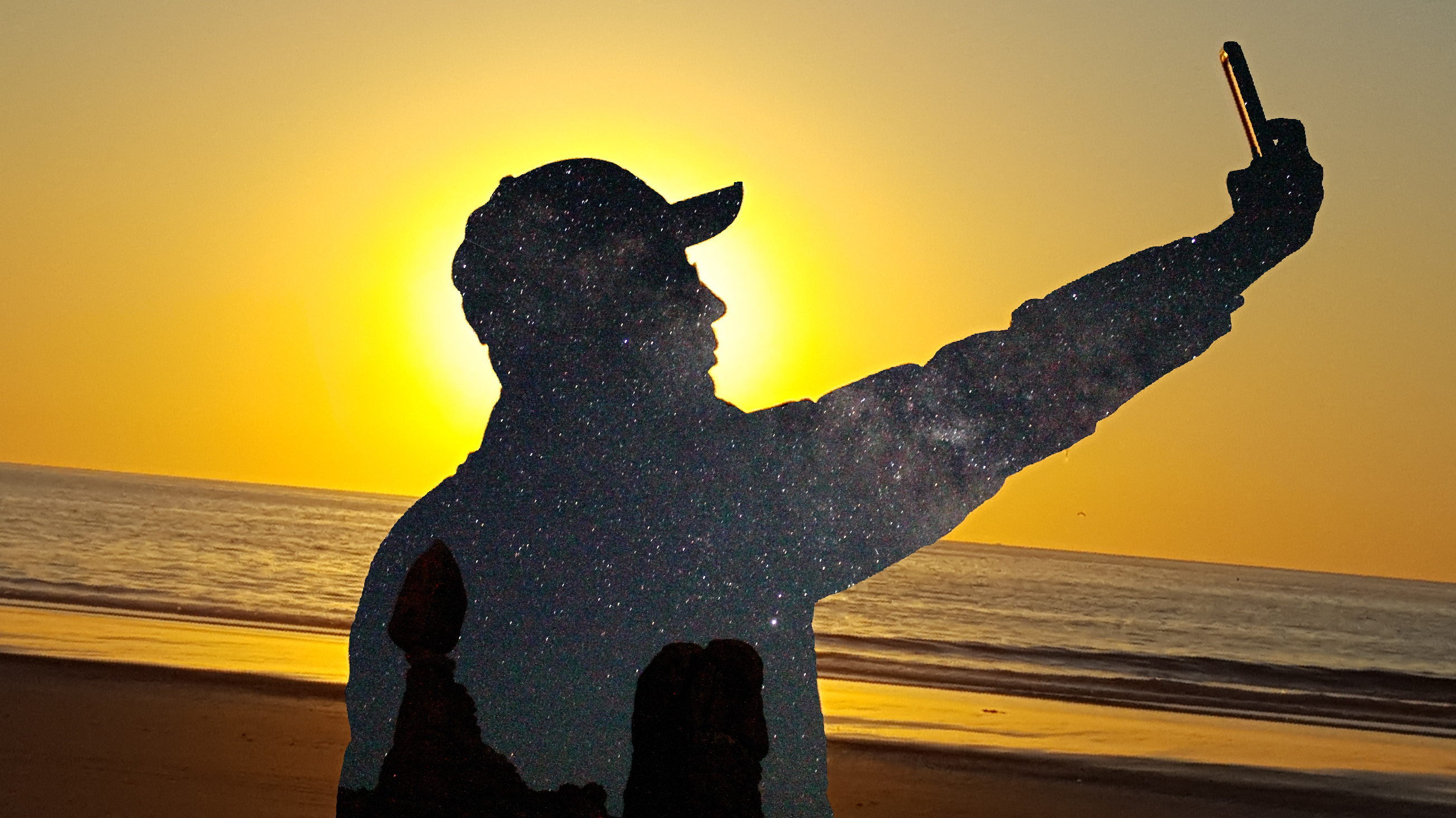
متلازمة الشخصية الرئيسية، هي سلوك مرتبط باستخدام وسائل التواصل الاجتماعي، قد تدفع الفرد إلى الاعتقاد بأنه شخص استثنائي.

متلازمة الشخصية الرئيسية (بالإنجليزية: main character syndrome) والمعروفة أيضًا باسم متلازمة مركز العالم (بالفرنسية: syndrome du centre du monde) هو مصطلح يُستخدم لوصف نزوع المرء لأن يرى حياته بوصفها قصة يكون هو فيها نجمًا في الدور الرئيسي، في حين يكون الآخرون جميعهم شخصيات ثانوية في أفضل الأحوال، ومن ثمّ، تًصبح وجهات نظر النجم ورغباته وآراءه هي وحدها ما يهم، في حين أنها عند الآخرين ذوي الأدوار المساعدة تُحال إلى هامش الإدراك. هذا المصطلح ليس تشخيصًا رسميًا للصحة العقلية، ولكنه يصف طريقة تفكير يركز فيها الشخص على تجاربه ومشاعره الخاصة ويعتبرها أكثر أهمية من تجارب ومشاعر الآخرين.
يزداد هذا السلوك شيوعًا خاصة على منصات التواصل الاجتماعي، وتؤدي إلى أن الشخص يعتقد أنه هو البطل في سرد خيالي ومثالي لحياته، إلى درجة أن حياته الحقيقية وعلاقاته قد تتأثر نتيجة لهذا الارتباك مع شخصية خيالية.

## التعريف
تم تطوير هذا المفهوم في الولايات المتحدة، حيث يدل المصطلح على أن "الشخص يعرض نفسه أو يتخيل أنه البطل في نوع من النسخة الخيالية لحياته".
في مجلة (Psychology Today)، يعرف أستاذ علم النفس فيل ريد (Phil Reed) "متلازمة الشخصية الرئيسية" بالقول:
يشير هذا التعبير إلى "الشخصية الرئيسية"، وهي الشخصية التي ترتبط بشكل رئيسي بسرد روائي (رواية، قصة مصورة، فيلم). هذه الشخصية، سواء كانت حقيقية (سيرة ذاتية) أو مُختلقة (خيالية)، تقود الحبكة، وتتابع الهدف الرئيسي للقصة، وتطور نفسها خلال السرد..

## ظاهرة اجتماعية وثقافية

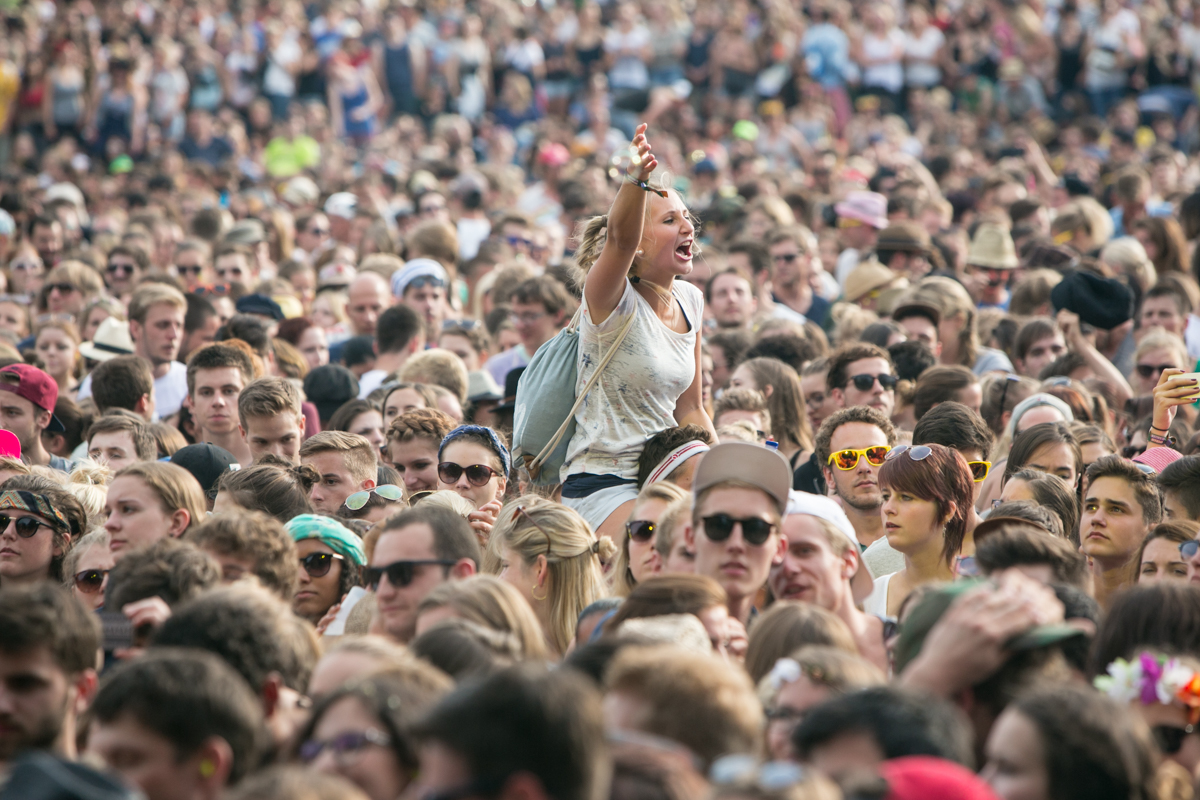
"متلازمة الشخصية الرئيسية" يمكن أن تكون مرتبطة بميلٍ إلى الرغبة في "التميز" (صورة لحشد في سويسرا).

ظهرت عبارة "متلازمة الشخصية الرئيسية" لأول مرة على وسائل التواصل الاجتماعي في عام 2020 مع المؤثرة آشلي وارد (Ashley Ward)، التي استخدمتها في فيديو ظهرت فيه على شاطئ البحر مع أصدقائها.
تم تعزيز هذه الظاهرة من خلال استخدام وسائل التواصل الاجتماعي، وخاصة على تيك توك، حيث جمع هاشتاغ (#maincharacterenergy) في أغسطس 2023 أكثر من 762 مليون مشاهدة. لا يُعتبر مصطلح "متلازمة الشخصية الرئيسية" مرضًا أو اضطرابًا عقليًا معترفًا به علميًا، وفقًا لتصريحات الدكتور ريد، أستاذ علم النفس في جامعة سوانسي. ومع ذلك، فإن هذا الاضطراب السلوكي الحديث بدأ يجذب اهتمام مختصين في الصحة النفسية. في دراسة بعنوان "نظرية التقديم الذاتي: بناء الذات وإرضاء الجمهور" (Self-Presentation Theory : Self-Construction and Audience Pleasing)، نشرها روي باومايستر ودبرا هاتون (Debra Hutton)، الخبيران في علم النفس الاجتماعي، يتم تقديم هذه الظاهرة باعتبارها "دوافع إنسانية يتم تنشيطها عندما نشعر أننا قيد التقييم من قبل الآخرين". ·  وفقًا للطبيبة النفسية الفرنسية جوانا روزنبلوم (Johanna Rozenblum)، هناك خطر ملحوظ في مغادرة الواقع تدريجيًا لـ"الوجود فقط من خلال هذا الصورة الرمزية للنفس"، ما قد يؤدي إلى صدمة عند العودة إلى الواقع.
في كتابها "الحشود العاطفية - كيف تؤثر المدينة على الحب" (Foules sentimentales - Comment la ville impacte l'amour)، تتطرق الصحفية بولين ماتشادو (Pauline Machado) إلى هذه المتلازمة في فصلها الأول بعنوان "المدينة الكبرى، القلعة الحقيقية لقصص الأطفال؟"، وتستخدم تعبير "صنع أفلام" في بداية هذا الفصل لتعريف هذه المتلازمة، مستعيرة مصطلحًا قديمًا. تتحدث عن رغبة الفرد في إبراز الذات، وطمأنة نفسه في مجتمع يُهمّش الأفراد، وهو أمر قد يمس العديد من الأشخاص. كما تشرح ماتشادو أن هناك أكثر من 192 مليون نتيجة عند البحث في محرك جوجل عن هذا الموضوع، وتختتم بالقول: "الأفلام التي نصنعها تنبع من ما يُقال لنا، وما يُعرض علينا"، مثل الحكايات الخرافية القديمة.